# Tetrastichus ledrae
Tetrastichus ledrae är en stekelart som beskrevs av Gennaro Viggiani 1971. Tetrastichus ledrae ingår i släktet Tetrastichus och familjen finglanssteklar.
Artens utbredningsområde är Italien. Inga underarter finns listade i Catalogue of Life.